# Сахнівщина
Сахні́вщина — село в Україні, у Машівській селищній громаді Полтавського району Полтавської області. Населення становить 503 осіб. До 2020 орган місцевого самоврядування — Сахнівщинська сільська рада.

## Географія
Село Сахнівщина знаходиться на берегах річки Тагамлик, вище за течією примикає село Григорівка, нижче за течією на відстані 2,5 км розташоване селище Машівка. Поруч проходить залізниця, залізничний пункт Сухий за 1,5 км.

## Історія
Село Сахнівщина (колишнє Сотницьке, Сухий Тагамлик) засноване у першій половині 18 ст. сотником Сахновським. Згодом власниками були Бахрамовський, Маєвський. Останній подарував маєток своєму зятеві, донському козакові Суворову.
За переписом 1859 село мало назву Сухий Тагамлик Констянтиноградського повіту Полтавської губернії, 69 дворів, 476 жителів 1990—144 двори, 876 жителів, земська школа і школа грамоти. 1910—171 двір, 987 жителів, придатної землі — 1103 дес., орної — 987 дес., посівів — 806 дес.
Промислами були зайняті: 9 ткачів, 8 ковалів, 6 шевців, 6 теслярів, 5 слюсарів, 4 кравці.
Радянська окупація розпочалась у січні 1918 року. Під час Визвольних змагань діяв партизанський загін.
1925 у поміщицькому маєтку створена комуна «Мрія» (згодом реорганізовано в артіль). Також відкрито початкову школу (з 1930 — семирічна).
За переписом 1926 р. Сахнівщина — Іванівської сільради Машівського району Полтавського округу, 199 господарств, 1001 жителів.
У 1929 році, під час примусової колективізації, створено колгосп імені В. К. Блюхера. Від голодомору 1932—1933 померло 83 чол., у 1937-38 репресовано 18 жителів села. Під час німецько — фашистської окупації (20.IX 1941 — 20.IX 1943) гітлерівці вивезли на примусові роботи до Німеччини 153 чол., у селі діяла підпільна група.
12 червня 2020 року, відповідно до розпорядження Кабінету Міністрів України № 721-р «Про визначення адміністративних центрів та затвердження територій територіальних громад Полтавської області», село увійшло до складу Машівської селищної громади.
19 липня 2020 року, в результаті адміністративно - територіальної реформи та ліквідації Машівського району, село увійшло до складу новоутвореного Полтавського району.

## Економіка
- Молочно-товарна ферма.

## Об'єкти соціальної сфери
- Сахнівщинський НВК «ЗНЗ-ДНЗ»
- Відділення зв'язку
- Амбулаторія загальної практики сімейної медицини
- Будинок культури на 250 місць

Село електрифіковане та газифіковане.